# Robert Hofstadter
Robert Hofstadter (Nueva York, 5 de febrero de 1915 - Stanford, 17 de noviembre de 1990) fue un físico estadounidense. Compartió con Rudolph L. Mössbauer el Premio Nobel de Física de 1961 por «sus estudios pioneros sobre la dispersión del electrón en los núcleos atómicos y por sus descubrimientos relativos a la estructura de los nucleones». Fue profesor de la Universidad de Stanford durante varias décadas (1950-1985). Es padre del conocido científico y filósofo Douglas Hofstadter.